# Geophis omiltemanus
Geophis omiltemanus (геррерська земляна змія) — вид змій родини полозових (Colubridae). Ендемік Мексики.

## Поширення і екологія
Геррерські земляні змії мешкають в горах Південної Сьєрра-Мадре в штаті Герреро, зокрема в заповіднику Омілтемі. Вони живуть в гірських сосново-дубових лісах, на висоті 2000 м над рівнем моря.